# Facultad de Farmacia de Albacete
La Facultad de Farmacia de Albacete es un centro docente de la Universidad de Castilla-La Mancha situado en el Campus Biosanitario de la ciudad española de Albacete, donde se imparten estudios superiores de Farmacia.

## Historia
La Facultad de Farmacia de Albacete fue creada el 7 de abril de 2008 y comenzó su actividad académica en el curso 2010-2011. Se instaló en un edificio provisional hasta la construcción de su centro oficial que fue inaugurado el 14 de septiembre de 2017 en el campus biosanitario tras una inversión de ocho millones de euros. Su primer decano fue Jorge de las Heras Ibáñez, quien, junto con profesores de diversos centros, diseñaron un plan de estudios basado en la industria farmacéutica y la innovación.

## Estudios

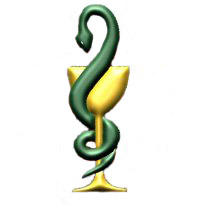
La Copa de Higía con el áspid enroscado conforman el símbolo de la Farmacia

En la facultad se imparte el grado en Farmacia. El cupo de admisión es de 120 alumnos nuevos de primer curso cada año. En el curso 2021/2022 la nota de corte de la EBAU para el acceso a los estudios de Farmacia fue de 10,997 puntos. El título del grado está constituido por 300 créditos ECTS repartidos en cinco cursos. Destacan los convenios con diferentes universidades europeas donde los estudiantes de Farmacia pueden completar su formación mediante el programa Erasmus y las prácticas curriculares de quinto curso en las que los alumnos tienen la oportunidad de hacer prácticas tanto en un hospital como en oficinas de farmacia. Para ello la facultad de Farmacia tiene convenios con el SESCAM, colegios de farmacéuticos de Castilla-la Mancha, empresas de hostitales como Quirónsalud, etc. Además, la facultad de Farmacia realiza un gran número de actividades extracurriculares de formación, entre las que destacan las desarrolladas en coordinación con organizaciones y asociaciones del ámbito de la salud como AFANION, Farmamundi, Medicus Mundi Sur, etc.
La facultad de Farmacia ofrece a los alumnos del grado varios programas de actividades que ayudan y complementan a su formación. Como el programa FRATER, uno de los programas pioneros de mentorización de la UCLM, que se inició en 2011 y que implica a alumnos de cursos superiores en la tutorización y guía de los alumnos recién llegados. O el programa de Iniciación a la Investigación, donde alumnos de cualquier curso puede pasar unas semanas de verano conociendo como es la investigación que se desarrolla en diferentes grupos de investigación de la facultad.
La oferta formativa de la facultad de Farmacia se completa con diferentes estudios de posgrado, como el máster de Infertilidad Masculina, el máster en Ortopedia, el título de especialista en prevención del consumo de tabaco y abordaje integral de la adicción al tabaquismo o el curso de verano de Adicción y Percepción Social del Consumo de Opiáceos y otros Psicotrópicos.

## Alumnado y personal
La Facultad de Farmacia de Albacete cuenta, en el curso 2021-2022, con un total de:
- 527 alumnos
- 65 profesores
- 13 empleados de administración y servicios

El equipo directivo de la Facultad de Farmacia de Albacete está constituido por los siguientes cargos:
- Decana: María del Rocío Fernández Santos
- Secretario académico: Joaquín C. García Martínez
- Vicedecana de Ordenación Académica y Calidad: Gemma Blázquez Abellán
- Vicedecano de Planificación, Innovación y Relaciones Externas: Jose A. Castro Osma

## Instalaciones

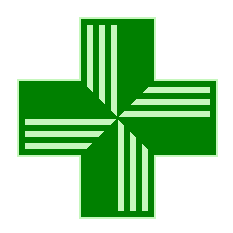
Cruz griega verde

La Facultad de Farmacia de Albacete está ubicada en el Campus Biosanitario de Albacete, entre la Facultad de Medicina, el Centro Regional de Investigaciones Biomédicas y la Bioincubadora del Parque Científico y Tecnológico de Castilla-La Mancha. Tiene una superficie de 6.200 metros cuadrados distribuidos en tres plantas. Cuenta con ocho aulas y seminarios para las clases teóricas, sala de estudios, despachos del profesorado y doce laboratorios de diferentes disciplinas para las clases prácticas equipados con la más avanzada tecnología. Destaca el «aula simulada de farmacia», un espacio que recrea una farmacia real con cámaras para que los alumnos realicen prácticas de atención farmacéutica como si estuvieran en una farmacia auténtica.

## Investigación y divulgación científica
Varios son los grupos de investigación de la facultad de Farmacia que desarrollan su investigación en el Instituto Botánico, en el Centro Regional de Investigaciones Biomédicas o en la Bioincubadora del Parque Científico y Tecnológico. 
Cada año se celebra en la facultad el Workshop en Investigación en Farmacia con el objetivo de dar a conocer los proyectos investigadores de Castilla-La Mancha en el ámbito de las ciencias de la salud, iniciar líneas de trabajo comunes con una visión multidisciplinar e introducir a los alumnos al mundo de la investigación. Además, la facultad contará próximamente con un Centro de Investigación en Biofarmacia que se ubicará en el Campus Biosanitario de Albacete, junto al edificio de la facultad de Farmacia.
La facultad de Farmacia participa activamente en programas de divulgación científica.